# Afabet (district)
Afabet est un district de la région Semien-Keih-Bahri de l'Érythrée. La principale ville et capitale de ce district est Afabet. 